# إنغريد موراليس
إنغريد موراليس (29 مايو 1975 في كوستاريكا - ) (بالإسبانية: Ingrid Morales)‏ هي لاعب كرة طائرة شاطئية ولاعبة كرة طائرة كوستاريكا.

## وصلات خارجية
- إنغريد موراليس على موقع الاتحاد الدولي beach volleyball database (الإنجليزية)
- إنغريد موراليس على موقع قاعدة بيانات الكرة الطائرة الشاطئية (الإنجليزية)
- إنغريد موراليس على موقع عالم الكرة الطائرة (الإنجليزية)